# 아마노 겐이치
아마노 겐이치(일본어: 天野 賢一, 1975년 4월 3일~)는 일본의 축구 선수, 지도자이다.

## 지도자 경력
2019년부터 2021년까지 기라반츠 기타큐슈의 코치을 맡으며 2022년 감독으로 취임하였다. 2023년 FC 기후의 코치, 2024년 9월 감독으로 취임하였다.